# گال، اشتایرمارک
گال (به آلمانی: Gaal) یک منطقهٔ مسکونی در اتریش است که در مورتال واقع شده‌است. گال اشتیریا ۱۹۷٫۳۷ کیلومتر مربع مساحت دارد ۹۰۰ متر بالاتر از سطح دریا واقع شده‌است.